# Trametes tephroleuca
Trametes tephroleuca är en svampart som beskrevs av Berk. 1854. Trametes tephroleuca ingår i släktet Trametes och familjen Polyporaceae.   Inga underarter finns listade i Catalogue of Life.